# Rivière-aux-Outardes
Pour les articles homonymes, voir Outarde et Rivière aux Outardes (homonymie).
Rivière-aux-Outardes est un territoire non organisé situé dans la municipalité régionale de comté de Manicouagan, dans la région administrative de la Côte-Nord, au Québec.

## Toponymie
Son nom reprend celui de la rivière aux Outardes.

## Géographie
Le territoire non organisé de Rivière-aux-Outardes est le lieu d'implantation de sept puissantes centrales hydroélectriques d'Hydro-Québec qui ont été construites sur les rivières Manicouagan, aux Outardes et Toulnustouc dans le cadre du projet Manic-Outardes: Manic-5 et Manic-5 PA, Manic-3, Manic-2, Outardes-4 et Outardes-3 et Toulnustouc.
À partir de Baie-Comeau, l'accès au territoire est possible en empruntant la route 389 qui a été construite pour faciliter la construction des ouvrages hydroélectriques. Un réseau de chemin forestiers et de routes secondaires permettent d'accéder à des lieux en retrait de la route principale.

## Démographie
Le recensement de 2006 y dénombre 134 habitants, 179,2 % de plus qu'en 2001.
| 2001 | 2006 | 2011 | 2016 | 2021 |
| ---- | ---- | ---- | ---- | ---- |
| 48   | 134  | 124  | 94   | 92   |

### Langues
En 2011, sur une population de 90 habitants, Rivière-aux-Outardes comptait 94,4 % de francophones et 5,6 % d'anglophones.

## Représentations fédérale et provinciale
Rivière-aux-Outardes fait partie de la circonscription fédérale de Manicouagan au Parlement du Canada et de la circonscription de René-Lévesque à l'Assemblée nationale du Québec.